# 生命週期評估
生命周期评估（英語：Life-cycle assessment，LCA）系指分析评估一项产品从生产、使用到废弃或回收再利用等不同阶段所造成的环境冲击。例如:产品或技术的生命周期是指从摇篮到坟墓（英語：Cradle-to-grave）的整个时期，涵盖了原物料的取得及处理，产品制造、运输、使用和维护，到最收回或是终处置阶段。
生命周期评估会条列出所有产品相关产业（如：制造、使用及服务）中使用的能源和材料，并计算出对环境的排放量，进而评估可能对环境的影响。最终目的是为了记录并改善产品对环境的负面影响。
这里所谓的环境冲击，包括能源使用、资源的耗用、污染排放等。生命周期评估通过以下几点来避免对环境冲击考虑的短见：
- 收集能量和资源在系统内的投入以及排放造成的环境影响
- 通过测量的系统内的投入以及排放评价潜在影响
- 通过展示结果以便作出背景信息充足的决策

与火力发电相比，核电，风能和水力发电大大降低了环境污染。这三种发电方式在运营过程中对环境的直接影响与火力发电厂相比更少。
生命周期评估有许多国际通用的标准程序，其中包含国际标准化组织14000环境管环标准系列中的ISO 14040和ISO 14044。
然而，此评估方法在某些方面受到批评且有争议。例如：评估涵盖的范围、方法的一致性、份业者可能选择性的使用资料及参数...等。

## 程序

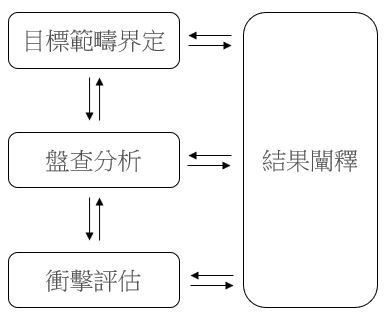
生命週期評估流程

根據ISO 14040與14044標準，生命週期評估必須包含四個階段，分別是目標範疇界定、盤查分析、衝擊評估，以及結果闡釋。
- 目標範疇界定：描述生命週期評估的目標和範圍，包含系統邊界與詳細程度，及潛在的間接影響。
- 盤查分析：在界定的系統範圍內，盤查所有投入資料（如：原物料、能源、設備等）、產出資料（如：主要產品、副產品、污染物、廢棄物等）以及間接影響資料（如：生態及社會影響、土地使用等）。
- 衝擊評估：透過適合的評估模式及方法，將環境衝擊分類並量化分析，以用來作為整體環境衝擊的比較。
- 結果闡釋：依據目標與範疇的界定，歸納並討論出結論及建議事項。例如：造成環境衝擊的主要原因。

## 生命週期能源分析
生命週期能源分析（英語：Life cycle energy analysis）計算生產一個產品總共需要使用的能量。不僅要考慮製造過程中直接使用的能量，還考慮生產製造過程所需的組件，材料和服務所使用的能量。
- 能源製造：此方法可用在評估不同能源製造的技術（例如：核能發電、太陽能發電和提煉石油）所的淨生產能源[註 1]。例如：製造太陽能板所使用的能源，相當於其數月至數年的發電量。[8][9]
- 能源回收（英语：Energy recovery）：當一個產品或材料最後的處置為送去焚化爐燃燒時，其產生的能源可用來發電。和燃氣和燃煤發電相比，焚燒垃圾發電對環境的影響較小。[10]焚燒垃圾在短時間內產生的溫室氣體比垃圾填埋還多，但可透過過濾和處理系統來有效降低汙染。研究指出，長期來看焚燒垃圾發電的能量使用和溫室氣體排放，都遠低於垃圾填埋。[11]

|                                         |          | 垃圾填埋 | 垃圾填埋 | 焚燒垃圾發電 | 焚燒垃圾發電 |
| 直接影響                                | 生命週期 | 直接影響 | 生命週期 |              |              |
| --------------------------------------- | -------- | -------- | -------- | ------------ | ------------ |
| 能源使用 （百萬焦耳 /噸廢棄物）         | 使用     | 22       | 30       | 354          | 410          |
| 能源使用 （百萬焦耳 /噸廢棄物）         | 回收     | 0        | 0        | -530         | -1458        |
| 能源使用 （百萬焦耳 /噸廢棄物）         | 淨總值   | 22       | 30       | -176         | -1048        |
| 溫室氣體排放 （公斤二氧化碳 /噸廢棄物） | 產生     | 1313     | 1313.2   | 737          | 746.2        |
| 溫室氣體排放 （公斤二氧化碳 /噸廢棄物） | 減少     | 0        | 0        | 0            | -109         |
| 溫室氣體排放 （公斤二氧化碳 /噸廢棄物） | 淨總值   | 1313     | 1313.2   | 737          | 637          |